# 戸隠地質化石博物館
戸隠地質化石博物館（とがくしちしつかせきはくぶつかん）とは、長野県長野市にある博物館である。

## 概要
旧・戸隠村時代の1980年（昭和55年）当時、前年に閉校となった旧村立柵中学校を活用し、戸隠村郷土資料館が誕生。
その後、戸隠地質化石館となり、2005年の長野市への編入による長野市立博物館の分館化、2008年の茶臼山自然史館との合併・旧柵小学校校舎への移転を経て現在の戸隠地質化石博物館となった。

## 沿革
- 1948年 - 後の戸隠地質化石博物館旧館となる柵中学校の校舎が完成
- 1979年3月31日 - この日をもって柵中学校が閉校[1]
- 1980年11月23日 - 旧柵中学校の校舎跡を使った戸隠村郷土資料館が開館[2]
- 1983年 - のちの戸隠地質化石博物館新館となる柵小学校の校舎が完成[3]
- 1987年1月 - 戸隠村地質化石館と改名[2][4]
- 2005年（平成17年）1月1日 - 市町村合併に伴い、戸隠地質化石館が長野市立長野博物館の分館となる
- 2006年（平成18年）3月31日 - この日をもって柵小学校が閉校
- 2007年（平成19年）5月 - この月から11月までに旧柵小学校にて改装工事が行われる
- 2008年（平成20年）7月26日 - 茶臼山自然史館と戸隠地質化石館を統合し、旧柵小学校校舎を利用した戸隠地質化石博物館が開館

## 建物

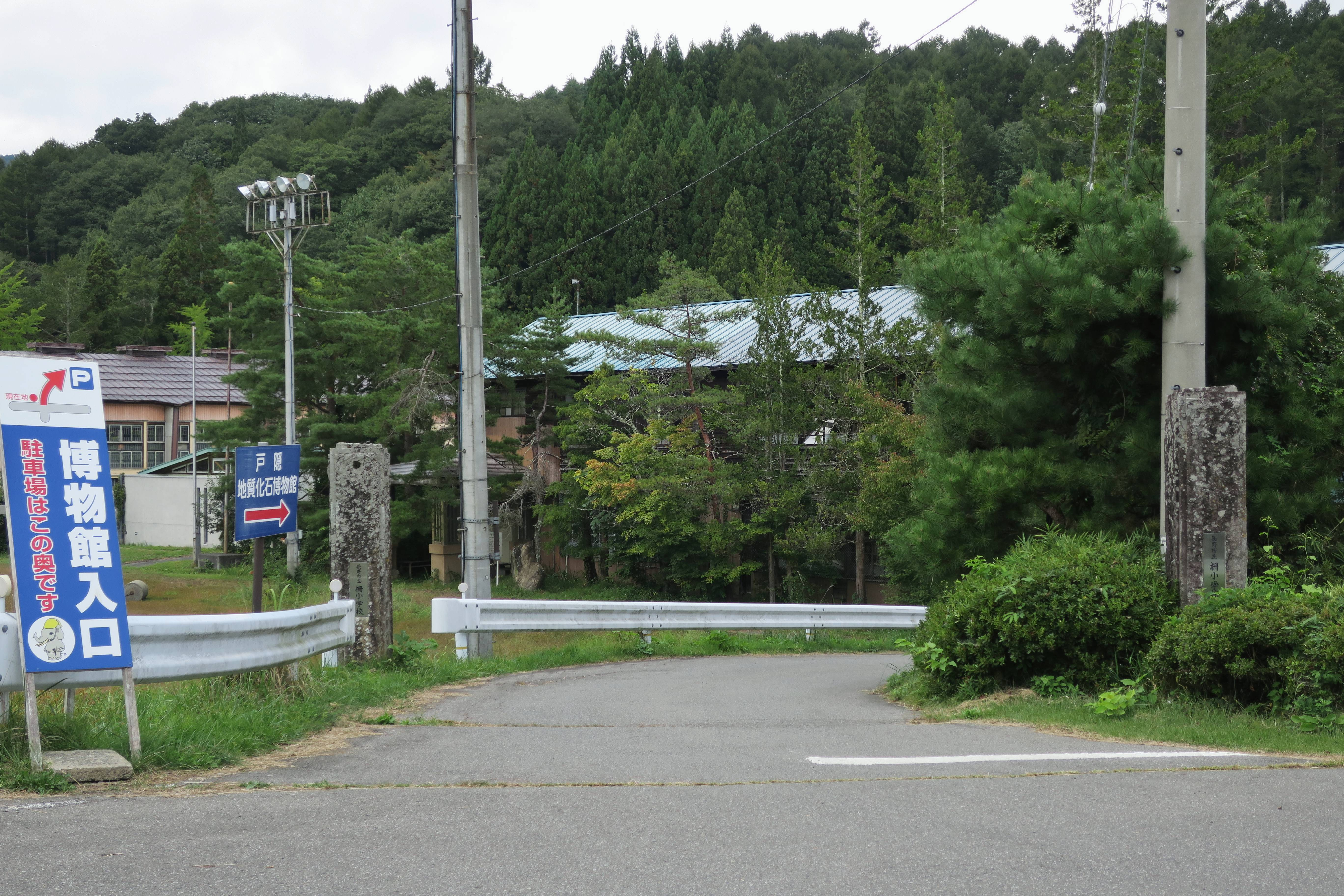
施設入口
両脇の門柱に長野市立柵小学校の表札が見える。

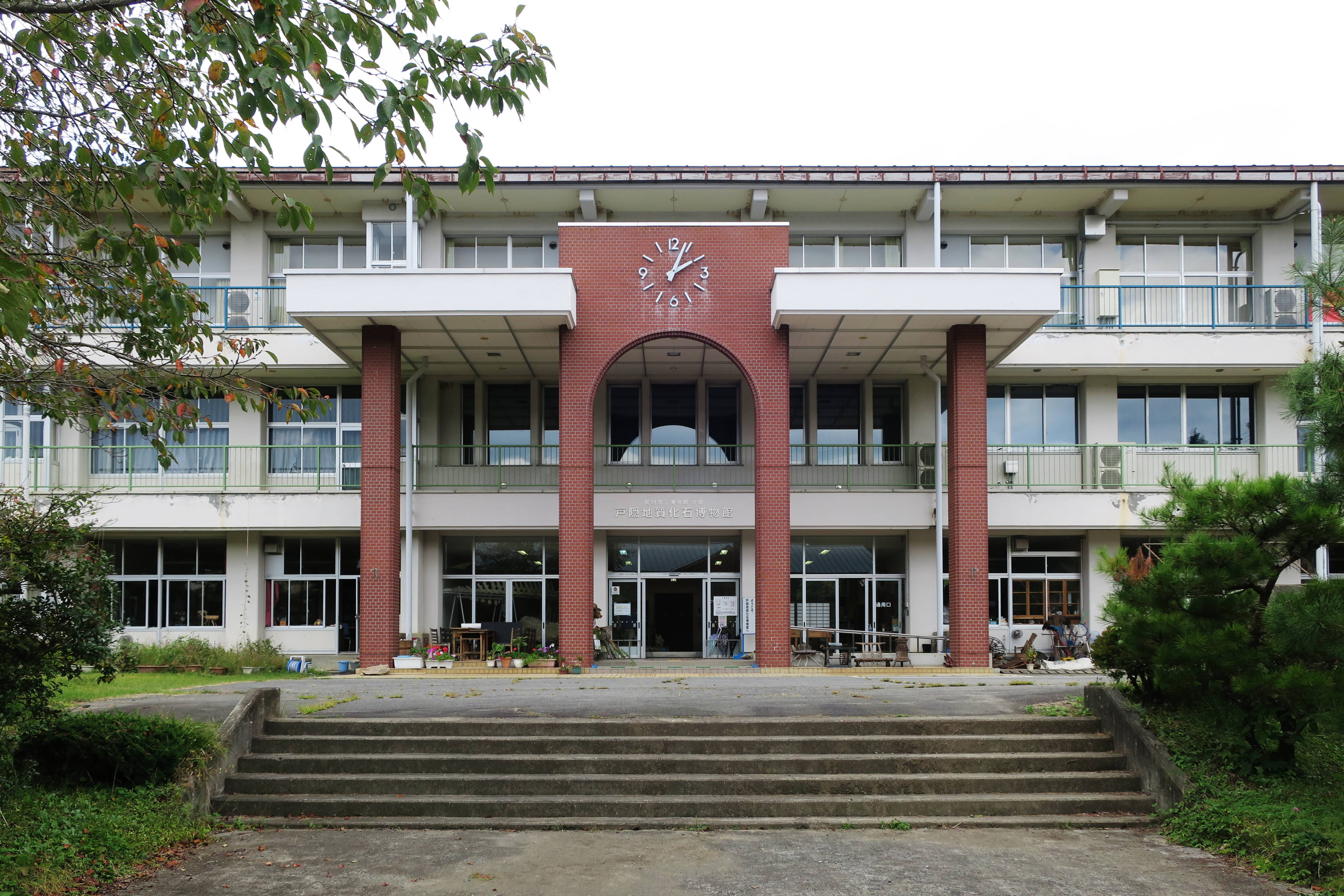
エントランス

### 旧柵小学校校舎
1983年建築の鉄筋コンクリート造り３階建て。
- 1F - 受付・学校資料室・多目的室・標本作成室・専門図書室 など 通称『人が集う場所』
- 2F - クリーニング室・キュラトリアルワークルーム1～2・生物標本室1～2・収蔵スペース1～3 など 通称『ミドルヤード』
- 3F - 第1～第5展示室・展示準備室・家庭科室 など 通称『常設展示フロア』

### 旧柵中学校校舎
1948年建築の木造2階建て。現在は使われていない。

### その他の施設
体育館や講堂、プールなど。

## その他
- 2018年9月3日放送鶴瓶の家族に乾杯の「運命か奇跡か!?　miwaと長野市戸隠でぶっつけ本番旅」回にて、笑福亭鶴瓶が当館を訪れ、その際に当時の当館長が『鶴瓶桜』という名の桜を植えようと鶴瓶側に提案。その年の11月3日、同桜が植えられた[5][6]。

- 新館はバリアフリーに対応しており、多目的トイレの完備・エレベーターの設置などがなされている。

- 2018年頃より、柴犬が館長を務めている。前任は黒柴。

## 料金
- 大人：200円(団体160円)
- 高校生：100円(団体80円)
- 小中学生:50円(団体40円)
  - 障害者手帳の提示により本人及び介助を必要とする場合の介助者は無料
  - 支払いは現金のほかpaypayも利用可能[7]

## 交通
- JR東日本・長野電鉄長野駅善光寺口より自動車約40分。